# Немецкий энтомологический институт
Немецкий энтомологический институт (нем. Deutsches Entomologisches Institut, DEI) — научно-исследовательский институт, специализирующийся в области энтомологии (Германия).

## История

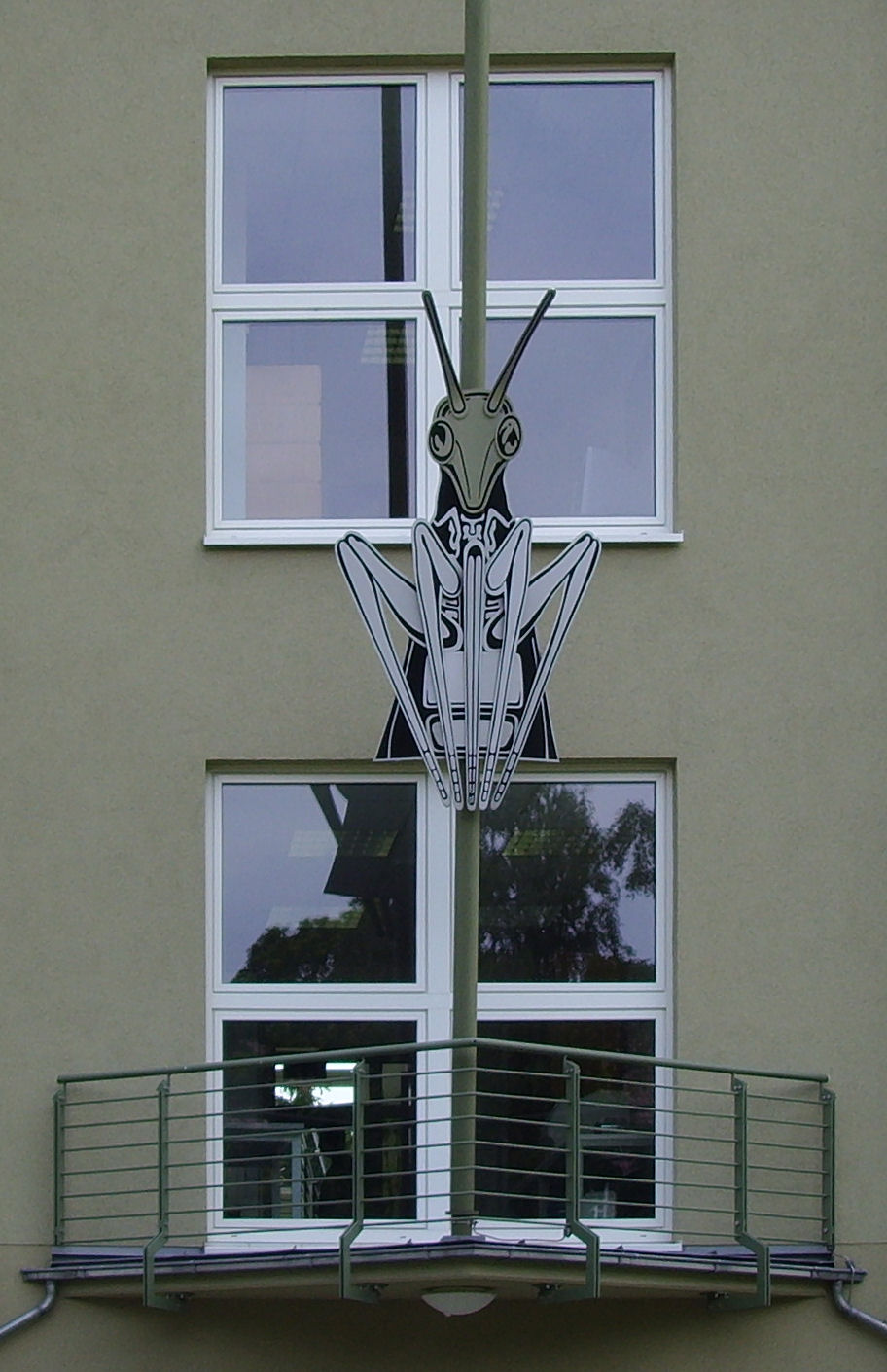
Над главным входом в институт

Основу института начал закладывать примерно с 1870 года энтомолог доктор наук Густав Крац (Gustav Kraatz, 1831—1909), который собирался создать Немецкий энтомологический национальный музей. Для этого он передал в 1880 году свою коллекцию европейских и экзотических жуков, а также его богатую ценными книгами энтомологическую библиотеку. Затем к нему присоединились ещё шесть коллекционеров жуков из Берлина, Вроцлава и Франкфурта-на-Майне.
Немецкий энтомологический национальный музей (нем. Deutsches Entomologisches Nationalmuseum; ENM) был основан 7 июня 1886 года соглашением между Густавом Крацем и правлением Бранденбургского провинциального музея города Берлина. Однако, в нарушение этого договора, музей открылся вообще без зоологического отдела. Поэтому Крац в 1903 году купил дом в Берлине (Thomasiusstraße 21, Berlin-Moabit), где и открыл в 1904 году на первом этаже Немецкий энтомологический национальный музей.
В 1909 году Крац купил участок земли и завещал новому учреждению средства и имущество в размере 853 000 немецких золотых марок. В 1910 начинается постройка нового здания института в Берлине-Далеме (Berlin-Dahlem, Gosslerstraße 20). Архитектором был Генрих Штраумер.
После урегулирования спорных вопросов, в частности, с директором Королевского Зоологического музея Берлинского университета, в 1911 году было утверждено новое название: Deutsches Entomologisches Museum. Торжественное открытие состоялось 2 ноября 1912 года. Первым директором музея стал доктор медицины Вальтер Рихард Герман Хорн, Walther Horn, 1871—1939). В дальнейшем, с 1939 по 1962 год, им руководил Ганс Захтлебен.
В 1920 году городской магистрат переименовал музей в институт (нем. Deutsches Entomologisches Institut, DEI).
С 2004 года институт переезжает в новое здание (Мюнхеберг, земля Бранденбург, где временно интегрируется с центром Leibniz-Zentrum für Agrarlandschaftsforschung (ZALF).
С 2009 года институт называется нем. Senckenberg Deutsches Entomologisches Institut и является частью Senckenberg Forschungsinstitute und Naturmuseen.

## Коллекции
Коллекция насекомых института является одной из крупнейших в Европе и включает 3 млн экз. 250 000 различных видов, включая типовые экземпляры 25 000 видов. Они хранятся в помещениях с электронно-управляемым климатом. В институте хранятся многие знаменитые коллекции насекомых, собранные крупнейшими специалистами, среди них:
- Вальтер Рихард Герман Хорн (1871—1939)
- Крац, Густав (1831—1909)
- Шауфус, Людвиг Вильгельм (1833—1890)
- Беннигсен, Рудольф фон (1824—1902)
- Karl Bleyl (1908—1995)
- Бёрнер, Карл (1880—1953)
- Peter Friedrich Bouché (1784—1856)
- Gustav Breddin (1864—1909)
- Lucas Friedrich Julius Dominikus von Heyden (1838—1915)
- Friedrich Wilhelm Konow (1842—1908)

| Группа             | Количество экземпляров | Количество видов | Количество типов |
| ------------------ | ---------------------- | ---------------- | ---------------- |
| Жесткокрылые       | 1 700 000              | 160 000          | 25 000           |
| Гемиметаболические |                        | 2 200            | 1 800            |
| Двукрылые          | 327 134                | 18 406           | 2 650            |
| Чешуекрылые        |                        |                  | 790              |
| Ручейники          |                        |                  | 66               |
| Сетчатокрылые      |                        |                  | 96               |
| Перепончатокрылые  | 200 000                | 15 000           | 900              |

## Журналы
Институт DEI издаёт научные журналы:
- «Beiträge zur Entomologie» (1951 —)[4]
- «Nova Supplementa Entomologica» (1985 —)